# وادي النجوم (فلم)
وادي النجوم، فيلم مصري من إنتاج عام 1943.

## قصة الفيلم
عدلي وؤوف أخوان من هواة المغامرات والرحلات، يحط المطاف بهما في إحدى الجزر البعيدة عن العمران، يصادفان قبيلة تحتفل بدق الطبول ويحيط أبناؤها بزينب مقيدة وهم يرقصون حوله وهي تستنجد بلغة مصرية، يصمم عدلي على إنقاذها ويدور صراع مخيف بين القبيلة وعدلى ورؤوف من ناحية ينتهى الصراع بإنقاذ زينب من بين رجال رئيس القبيلة التي يتزعمها سامر ويصل الجميع إلى مصر ويقدمون زينب إلى والدتهم فترحب بها، وفي أثناء رحلة العودة يشعر عدلى بعاطفة من الحب نحو زينب الفتاة التي أنقذها ويعرض رغبته في الزواج منها على والدته التي توافق، لكنه يفاجا ليلة الزفاف بساحر من وادى النجوم، وقد جاء من أجل استرداد زينب، يتعاون عدلى ورؤوف على التخلص من الساحر، ينتهى الأمر بزواج عدلي من حبيبته.

## الممثلون
- عزيزة أمير
- محمود ذو الفقار
- محسن سرحان
- سراج منير
- بشارة واكيم
- فردوس محمد
- عزيزة بدر
- أمينة شريف
- نعيمة جمال
- سرينا إبراهيم
- محمد كامل
- عبد الحميد زكي

## وصلات خارجية
- مقالات تستعمل روابط فنية بلا صلة مع ويكي بيانات
- صفحة الفيلم على موقع السينما